# Мой сын для меня
«Мой сын для меня» (фр. Mon fils à moi) — фильм французского режиссёра Мартьяля Фужерона, вышедший на экраны в 2006 году. Призёр МКФ в Сан-Себастьяне, лауреат «Золотой раковины». Натали Бай, исполнившая в фильме одну из главных ролей, получила «Серебряную раковину лучшей актрисе» на Кинофестивале в Сан-Себастьяне в 2006 году.

## Сюжет
Фильм начинается сценой, в которой работники скорой помощи на носилках выносят из дома некое тело. Рядом с машиной скорой помощи стоит полицейский автомобиль. Вокруг дома столпились зеваки, а голос за кадром, принадлежащий Сюзанне, сестре главного героя фильма, говорит: «Не знаю, как это могло произойти, как это могло случиться… В конце концов могла ли я что либо сделать?..».
Жюльен — двенадцатилетний мальчик, живущий со своими родителями и сестрой Сюзанной. Мать Жюльена — властная и строгая женщина. Она безумно любит его и не желает мириться с тем, что мальчик взрослеет и превращается в подростка. Чем старше Жюльен становится, тем более деспотичные формы принимает её отношение к сыну: женщина контролирует все стороны его жизни, начиная с таких мелочей, как цвет рубашек, и кончая запретами на то, что по её мнению нехорошо (бриться, встречаться с девушками, посещать дискотеки, иметь карманные деньги). Отец Жюльена — преподаватель в университете, всё свободное время посвящающий подготовке к лекциям. Он является почти безмолвным свидетелем происходящего в семье и предпочитает не вмешиваться в методы воспитания, выбранные его женой. Лишь сестра и бабушка Жюльена понимают, что от такой «любви» мальчик буквально увядает на глазах. Но встретив малейшее инакомыслие в вопросе воспитания сына, мать Жюльена намекает Сюзанне, что ей пора подумать о комнате в общежитии, а бабушке и вовсе запрещает видеться с любимым внуком.
После того, как Жюльен всё таки позволяет себе пойти против правил и с целью встретиться с девушкой, которая ему нравится, сбегает на вечеринку, организованную его школьными друзьями, мать устраивает скандал и избивает его так, что даже апатичный отец вынужден вступиться за сына. Вскоре после этого, не выдержав давящую обстановку в доме, Сюзанна переезжает в общежитие. Через некоторое время умирает бабушка Жюльена. Без этих двух людей, которые оказывали мальчику хотя бы какую-то поддержку, его жизнь становится ещё более беспросветной. Жюльен звонит в полицию и обвиняет мать в рукоприкладстве, но впоследствии не находит нужных доказательств, чтобы подтвердить это, поэтому этот звонок не имеет никаких последствий для его матери, но имеет для него: правила в доме становятся ещё более жёсткими. Доведённый до отчаяния и находящийся в глубокой депрессии подросток решается на страшный шаг…

## В ролях
| Актёр          | Роль            |
| -------------- | --------------- |
| Натали Бай     | мать Жюльена    |
| Виктор Сево    | Жюльен          |
| Оливье Гурме   | отец Жюльена    |
| Мари Кремер    | Сюзанна         |
| Эмманюэль Рива | бабушка Жюльена |